# Parafia św. Huberta w Zalesiu Górnym
Parafia pw. Świętego Huberta w Zalesiu Górnym – parafia rzymskokatolicka należąca do dekanatu piaseczyńskiego, archidiecezji warszawskiej, metropolii warszawskiej Kościoła katolickiego.

## Duszpasterze
Obecnie w parafii posługują:
- proboszcz - ks. Krzysztof Grzejszczyk

- wikariusz - ks. Marcin Uhlik

## Historia
W 1937 roku zapadła decyzja o budowie kaplicy, będącej filią parafii w Jazgarzewie. Kamień węgielny wmurowano 22 maja 1938 roku. Poświęcenie kaplicy nastąpiło 18 czerwca 1939 roku.
W latach 1956–1958 wybudowano plebanię z inicjatywy rektora kaplicy - ks. Stanisława Sprusińskiego.
21 września 1978 roku kardynał Stefan Wyszyński erygował w Zalesiu Górnym samodzielną parafię z części parafii w Jazgarzewie.

### Kościół parafialny
Budowę kościoła w latach 1985–1990 zainicjował ks. Jan Marcjan. W 1990 roku konsekrował go kardynał Józef Glemp.